# Консульське право
Консульське право — сукупність принципів і норм (як внутрішнього законодавства держави, так і міжнародного права), що регулюють діяльність консулів. Кожна держава визначає обсяг функцій своїх консульських представників з урахуванням законодавства країни перебування.
Головним джерелом консульського права є укладені окремими державами численні консульські конвенції, що визначають правове становище консулів, і основні правила здійснення ними своїх функцій. Положення, що регулюють діяльність консулів, є в договорах про торгівлю і мореплавання, про надання правової допомоги, про соціальне забезпечення та ін. В XX столітті було укладено кілька багатосторонніх конвенцій, які є як би кодифікацією договірної практики різних держав з консульських питань (наприклад, Каракаська конвенція про консульські функції 1911, Гаванська конвенція про консульських чиновників 1928). «Кодексом» консульського права є багатостороння Віденська конвенція 1963 про консульські зносини, яка визначає привілеї, імунітети та основні функції штатних консулів, а також правове становище позаштатних консулів.